# To Perfection
A To Perfection című lemez a Bee Gees  Japánban megjelent dupla válogatáslemeze. A lemezen nemcsak a Bee Gees legszebb dalai, hanem a tagok szólószámai is szerepelnek.

## Az album dalai
LP1
1. Massachusetts (Barry, Robin és Maurice Gibb) – 2:22
2. Words (Barry, Robin és Maurice Gibb) – 3:13
3. New York Mining Disaster 1941  (Barry és Robin Gibb) – 2:09
4. World (Barry, Robin és Maurice Gibb) – 3:12
5. Red Chair Fade Away   (Barry és Robin Gibb) –  2:17
6. I Can't See Nobody  (Barry és Robin Gibb) – 3:43
7. Craise Finton Kirk Royal Academy of Arts   (Barry és Robin Gibb) – 2:16
8. Spicks and Specks  (Barry Gibb) – 2:52
9. To Love Somebody (Barry és Robin Gibb) – 2:58
10. Every Christian Lion Hearted Man Will Show You – 3:32
11. Don't Forget To Remember (Barry Gibb, Maurice Gibb) – 3:27
12. In The Morning (Barry Gibb) –  2:52

LP2
1. Kitty Can (Barry, Robin és Maurice Gibb) – 2:39
2. Portrait' of Louise (Barry Gibb) – 2:34
3. Man for All Seasons  (Barry, Robin és Maurice Gibb) – 2:58
4. I'll Kiss Your Memory (Barry, Robin és Maurice Gibb) – 4:25
5. Railroad  (Maurice Gibb, Lauwrie)- 3:'43
6. Lonely Days  (Barry, Robin és Maurice Gibb) – 3:46
7. I.O.I.O.  (Barry Gibb, Maurice Gibb) – 2:52
8. Bury Me Down By The River (Barry és Maurice Gibb) – 3:25
9. August October  (Robin Gibb) – 2:31
10. Saved by the Bell  (Robin Gibb) – 3:03
11. One Million Years (Robin Gibb) – 4:05
12. Daydream (John Sebastian) –  2:23

## Közreműködők
- Bee Gees